# Chó săn Posavac
Chó săn Posavac (tiếng Anh: Posavac Hound, tiếng Croatia: posavski gonič) là một giống chó, có nguồn gốc như một con chó săn của loại scenthound. Croatia là quê hương của giống chó này. Tên dịch sang tiếng Anh là Scenthound From The Sava Valley (Scenthound Từ Thung lũng Sava), nhưng thường được dịch là Posavac Hound.

## Ngoại hình
Chó săn Posavac là một con chó được xây dựng với thân hình hơi dài, tai gập, đuôi dài. Loài này có chiều cao lý tưởng khoảng 50 cm ở các vai. Bộ lông ngắn, phẳng hơi dài trên bụng và lưng chân (lông). Màu lông là lúa mì màu đỏ với các mảng màu trắng.

## Lịch sử
Không có bằng chứng thực sự về thời cổ đại cho giống chó này, mặc dù có nhiều giả thuyết kỳ lạ. Chó săn Posavac là một giống rất cổ, và giống hiện đại giống như hình ảnh được thấy trong các bức bích họa sớm nhất là năm 1497. Các nhà văn đã đề cập đến giống này bao gồm Giám mục Đakovo Petar Bakić vào năm 1719 và bác sĩ thú y Franjo Bertić, cũng của Đakovo, năm 1859. Những chó săn từ Sava Valley (Posavina,phía đông nam Zagreb) đã được bán dưới tên boskini ở Croatia trong những năm 1800. Tổ tiên của những con chó đã được ghi nhận bắt đầu từ năm 1929, khi đăng ký cho cuốn sách stud lần đầu tiên được thực hiện. Loài này đã được quốc tế công nhận bởi Liên minh nghiên cứu chó quốc tế (FCI) vào năm 1955, và tên này đã được làm rõ vào năm 1969. Giống chó này đã được biết đến từ thời điểm đó với tên gọi Posavac Hound. Loài chó này được công nhận bởi Câu lạc bộ đăng ký chó thuần chủng Liên bang (AKC) ở Bắc Mỹ và một số cơ quan đăng ký nhỏ, câu lạc bộ săn bắn và các cơ sở đăng ký chó trên internet, và được quảng bá như một giống hiếm cho những người tìm kiếm một con vật cưng độc đáo.

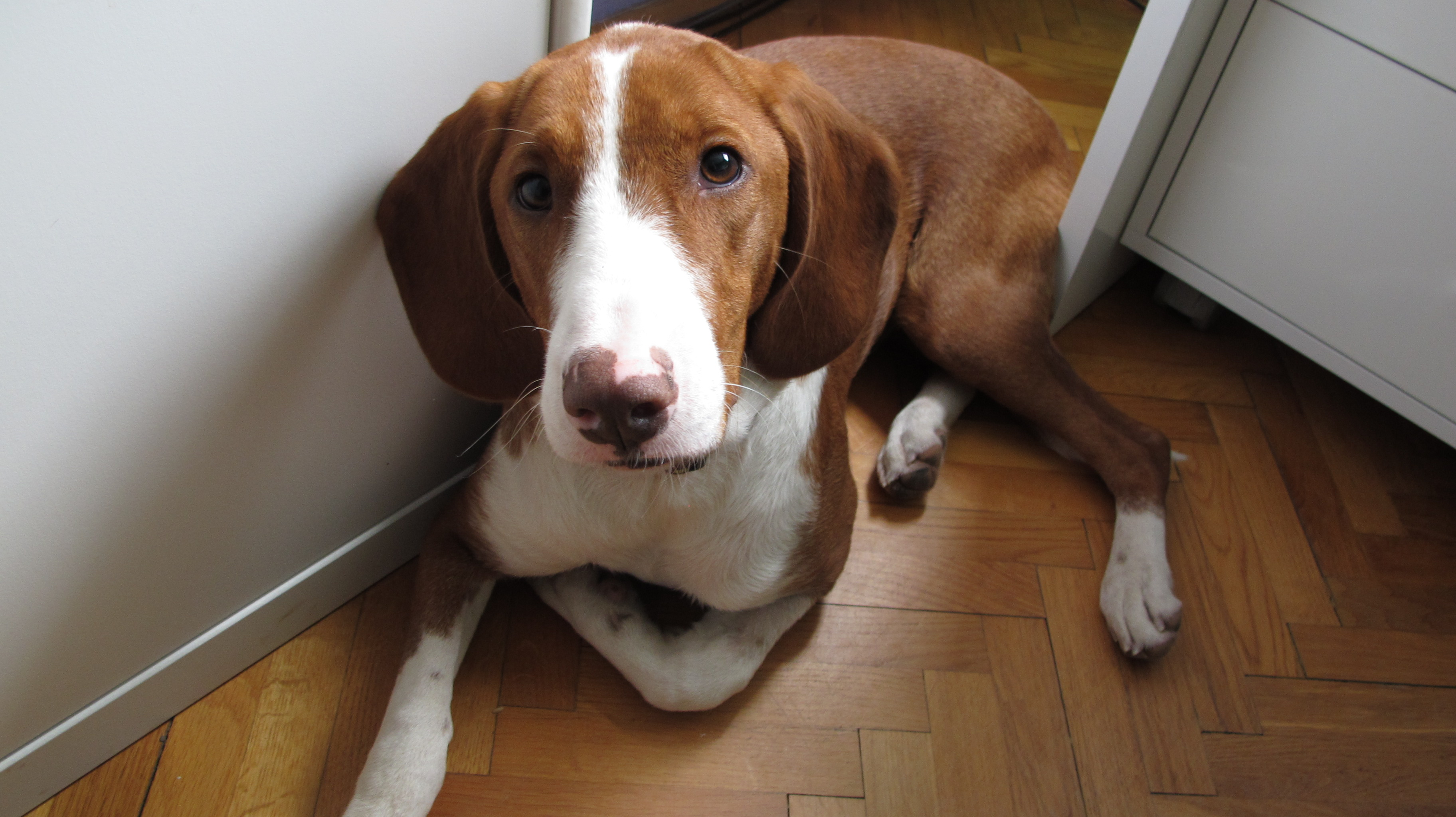
Chó săn Posavac cái

## Sức khỏe và tập tính
Không có sức khỏe bất thường hoặc ghi nhận sức khỏe cho giống chó này. Các tiêu chuẩn giống mô tả tính khí lý tưởng như ngoan ngoãn và một thợ săn nhiệt tình.